# Tau Kien
Die Tau Kien, auch Chinesische Keule, ist eine Schlagwaffe aus China.

## Beschreibung
Die Tau Kien bestehen aus Stahl, Messing oder Eisen. Sie sind im Querschnitt quadratisch oder auch rund und mit einem Heft ähnlich einem Schwert ausgestattet. Bei manchen Versionen ist das Schlagstück in kurze, abgerundete Abschnitte unterteilt oder ist auch ähnlich wie überlappende Schuppen geformt. Zwischen dem Heft und dem Schlagstück ist in den meisten Fällen eine runde Parierscheibe angebracht um die Hand vor Schlägen zu schützen. Der Ort ist entweder spitz- oder stumpf zulaufend. Der Knauf ist aus Metall geschnitten und in verschiedenen Formen (rund, Quadratisch, eckig, oktogonal) geformt. Die Tau Kien werden meist paarweise im Kampf getragen, dienen aber ebenso als Trainingswaffe. Aufbewahrt werden sie oft in Scheiden aus Leder.